# Пам'ятник Уласу Самчуку (Рівне)
Пам'ятник Уласу Самчуку — пам'ятка монументального мистецтва місцевого значення, встановлена для вшанування пам'яті Самчука Уласа Олексійовича, взята на державний облік розпорядженням голови Рівненської обласної державної адміністрації № 514 від 18 грудня 2009 р.

## Історія
Улас Самчук народився 20 лютого 1905 р. в селі Дермань тоді ще Дубенського повіту Волинської губернії.
Він є автором 20-ти книжкових видань і був претендентом на здобуття Нобелівської премії 1982 р. за трилогії — «Волинь» та «Ост». У. Самчук один із перших авторів, хто у світовому письменництві розповів у своєму романі «Марія» про голодомор в Україні.
Автори пам'ятника: скульптор — Володимир Шолудько, архітектори — Микола Пасічник, Віктор Ковальчук та Тетяна Мельничук.
Модель пам'ятника виконувалась відразу в гіпсі, а потім відливалась у бронзі в ливарнях Києва і Львова.
Пам'ятник встановлений з ініціативи Рівненської обласної організації Національної спілки письменників України, редакції часопису «Волинь» та обласної організації Української Народної Партії.
Відкриття пам'ятника відбулось 20 лютого у 2005 р. до 100-річчя від дня народження Уласа Самчука — редактора газети «Волинь».
Власне скульптура Уласа постала на перехресті двох редакцій: своєї «Волині» та «Волині» теперішньої, як символ зв'язку поколінь та вічної історичної справедливості

## Опис пам'ятника
Скульптурна композиція встановлена на прямокутному постаменті, на фасадному боці якого, по центру, великими літерами напис: «Улас Самчук».
Улас Самчук постає перед нами відпочиваючим на лавочці із книгою в руці, близьким і зрозумілим, але водночас з твердістю характеру та гостротою творчою думки. Автори вважають, що таке виконання пам'ятника дозволяє відтворити діалог письменника з сучасниками.
В образній композиційній концепції пам'ятника вся увага зосереджена на використанні внутрішніх ресурсів характеру письменника: при зовнішній статиці м'якості образу відчувається його глибинна духовна сила і міць, що надає загальній композиції монументальності. Протиставлення вертикалей та горизонталей творить у скульптурній композиції спокійний урочистий лад. Делікатний сецеційний орнамент декоративної решітки лави, на якій сидить Самчук, контрастує з монументальними горизонталями пальта, кинутого на її спинку, й постаті самого письменника, водночас технічно поєднуючись з жестом лівої руки та плавними драпеями одягу.

## Адреса
33000 Рівненська область, м. Рівне, вул. Соборна (Театральна площа)